# Chéquia nos Jogos Olímpicos de Verão de 2016
Predefinição:Infobox Olympics Chéquia
A Chéquia participou dos Jogos Olímpicos de Verão de 2016, que foram realizados na cidade do Rio de Janeiro, no Brasil, entre os dias 5 e 21 de agosto de 2016.

## Natação
| Atleta           | Prova           | Eliminatórias | Eliminatórias | Semifinal   | Semifinal   | Final       | Final       |
| Atleta           | Prova           | Tempo         | Pos.          | Tempo       | Pos.        | Tempo       | Pos.        |
| ---------------- | --------------- | ------------- | ------------- | ----------- | ----------- | ----------- | ----------- |
| Lucie Svěcená    | 100 m borboleta | 59,45         | 27º           | Não avançou | Não avançou | Não avançou | Não avançou |
| Barbora Závadová | 400 m medley    | 4:38,53       | 14º           | —           | —           | Não avançou | Não avançou |
| Simona Baumrtová | 100 m costas    | 1:01,08       | 17º           | Não avançou | Não avançou | Não avançou | Não avançou |

| Atleta        | Prova        | Eliminatórias | Eliminatórias | Semifinal | Semifinal | Final       | Final       |
| Atleta        | Prova        | Tempo         | Pos.          | Tempo     | Pos.      | Tempo       | Pos.        |
| ------------- | ------------ | ------------- | ------------- | --------- | --------- | ----------- | ----------- |
| Pavel Janeček | 400 m medley | 4:22,09       | 24º           | —         | —         | Não avançou | Não avançou |
| Jan Micka     | 400 m livre  | 3:49,97       | 29º           | —         | —         | Não avançou | Não avançou |